# Geschiedenis van Tongeren
Dit artikel handelt over de geschiedenis van de stad Tongeren, de oudste stad van België.

## Oorsprong
Voor de veroveringstochten van de Romeinen werd Tongeren en de weidse omgeving bewoond door de Eburonen, een Keltische volksstam. Vanaf 57 v.Chr. begonnen de Romeinen aan hun veroveringstochten in Gallië. In 54 v.Chr. kwam het tot een confrontatie met de Eburonen onder leiding van Ambiorix. Door een list werden de Romeinse soldaten in een hinderlaag gelokt en zo’n 15 cohorten (± 9000 soldaten) werden afgeslacht. Om deze vernedering te wreken liet Julius Caesar de hele stam uitroeien. In 51 v.Chr. kregen de Tungri, een andere Germaanse volksstam, de toestemming om zich te vestigen in het land van de Eburonen. De Tungri lagen samen met de Romeinen aan de basis van het ontstaan van deze nederzetting, aan deze stam heeft Tongeren ook haar naam te danken.

## Romeinse periode

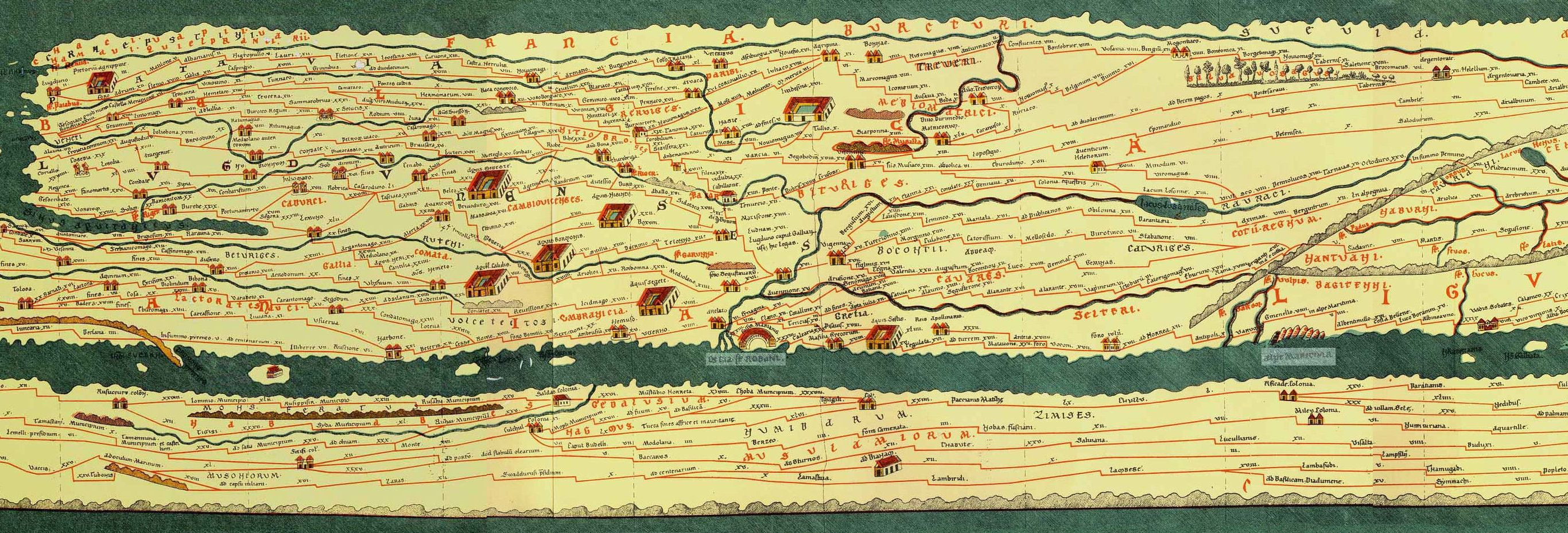
Deel van de Peutingerkaart, een Romeinse wegenkaart. Atuatuca Tungrorum staat hierop vermeld als Atuaca. (Bovenzijde, iets links van het midden onder het laatste deel van het woord Francia)

Om de veiligheid te garanderen en opstanden te voorkomen werden door heel Gallië legerkampen opgericht. Dankzij verschillende factoren leende Atuatuca Tungrorum zich tot een perfecte uitvalsbasis in de streek. Ten eerste was er de strategische ligging langs een heerbaan en op een heuvel, ten tweede waren de Jeker en de vruchtbare leemstreek extra troeven voor de bevoorrading van de troepen. Ten tijde van de Pax Romana begon een periode van betrekkelijke stabiliteit en rond 15 v.Chr. verlieten de Romeinse soldaten het legerkamp en vestigden de Tungri zich in het kamp.
In feite lieten de Romeinen een kant-en-klare stad achter, zo waren er verschillende verdedigingswerken aanwezig om het voormalige kamp te beschermen en was het stratenplan in rasterpatroon al aangelegd. Na een periode van relatieve rust werd Atuatuca Tungrorum voor het eerst verwoest bij de opstand van de Bataven in 69-70 n.Chr., maar de wederopbouw liet niet lang op zich wachten. Door de aanleg van de heerbaan naar Kassel (Frankrijk), de bouw van een aquaduct en de bouw van werkplaatsen werd Atuatuca Tungrorum weer welvarend.
Onder keizer Trajanus (98-117 n.Chr.) werd Atuatuca Tungrorum de hoofdplaats van een civitas, de Civitas Tungrorum, en verwierf ze de status ‘municipium’, de stad werd tevens garnizoensplaats om zo de troepen langs de Rijn te bevoorraden. Door de toegenomen rijkdom en status werden in en rond de stad prestigieuze gebouwen opgetrokken, zo werden er in de stad een tempelcomplex, thermen, een forum, een graandepot en vermoedelijk een amfitheater aangelegd. Buiten de stad verrezen Romeinse villa's en verschillende tumuli. Het grootste voorbeeld van de status van de stad was echter de 2e-eeuwse Romeinse stadswal, de omwalling was maar liefst 4544 meter lang en nog 500 meter langer dan de omwalling van het Duitse Keulen, de hoofdplaats van de provincie Germania Inferior.

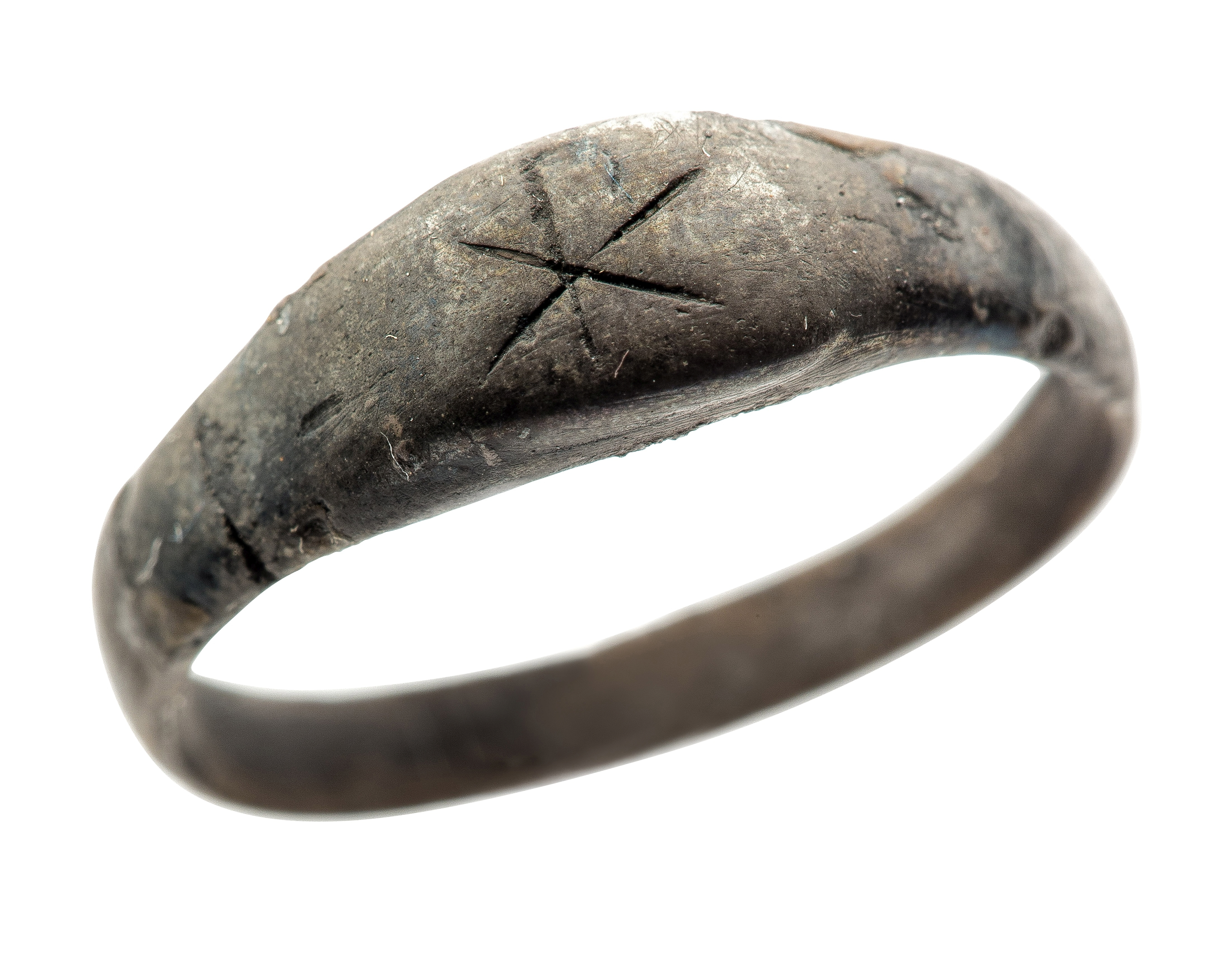
Zilveren ring met christogram uit een 4de-eeuwse christelijke begraafplaats in laat-Romeins Tongeren, een van de oudste bewijzen voor een christelijke geloofsgemeenschap in de Lage Landen, Gallo-Romeins Museum (Tongeren)

## Einde van het Romeinse Rijk, begin van het christendom
Vanaf de 3e eeuw begon de macht van het Romeinse Rijk geleidelijk aan af te nemen en voerden groepen Germanen van buiten het Romeinse Rijk plundertochten uit. Daarom ging men in de 4e eeuw over tot de bouw van een tweede omwalling van 2680 meter om zo de stad beter te beschermen tegen invallen van onder andere de Franken en de Vandalen. Hoewel dit een onrustige periode was, bleef Tongeren toch nog groeien.
In de 4e eeuw begonnen de Romeinse kerstening en het christendom aan hun opmars, met de komst van Maternus werd Tongeren al onmiddellijk tot hoofdzetel van het gelijknamige bisdom benoemd. In 343 werd Servatius de eerste bisschop van Tongeren, door de toenemende dreigingen van buitenaf, werd in 384 de bisschopszetel naar Maastricht verplaatst. Later werd het bisdom verplaatst naar Luik, al die tijd werd de eretitel ‘bisschop van Tongeren’ wel bewaard.

## Vroege en hoge middeleeuwen
Na het verval van het Romeinse Rijk verloor Tongeren veel van haar macht, rijkdom en inwoners. De Ripuarische Franken zouden zich meester gemaakt hebben van de oude Romeinse civitas Tungrorum maar de Salische Franken onder leiding van Clovis legden finaal hun suprematie op, vanuit Doornik. De Merovingische graaf nam zijn intrek in Maastricht, dat in volle opmars was, en Tongeren bleef enkel theoretisch de hoofdstad van de oude civitas Tungrorum. In de daaropvolgende eeuwen hield de stad zich op de achtergrond. Vanaf de 11e eeuw kwam de stad weer terecht in een periode van bloei, het versterkte monasterium van het Onze-Lieve-Vrouwekapittel en de gunstige ligging lieten de stad heropleven als handelscentrum. Als Luikse stad bleef Tongeren echter mikpunt van invallen en verwoestingen (onder andere in 1179 en 1213).
Om de stad voortaan beter te beschermen werd in de 13e eeuw door de prins-bisschop van Luik de toestemming gegeven om een nieuwe omwalling te bouwen. Deze middeleeuwse omwalling werd gebouwd tussen 1241 en 1290 en telde zes stadspoorten en twaalf versterkte torens. Door de toegenomen veiligheid in de stad verlieten de kanunniken het versterkte monasterium en vestigden ze zich in kanunnikenhuizen ten noorden van de Onze-Lieve-Vrouwekerk. De bouw van het Sint-Jacobsgasthuis en het Sint-Catharina Begijnhof dateren eveneens uit deze periode.
Op bestuurlijk vlak werden Tongeren en de omliggende dorpjes benoemd tot een stadsvrijheid. Dit verschafte de stad een zekere vorm van autonomie, maar de macht van de prins-bisschop werd zeker niet ingeperkt. De schepenbank, die instond voor het dagelijkse bestuur van de stad, werd nog steeds samengesteld door de prins-bisschop. Na de Vrede van Fexhe in 1316 kregen de Goede Steden uiteindelijk meer vrijheden en meer inspraak in het eigen bestuur.

## Late middeleeuwen en vroegmoderne tijd

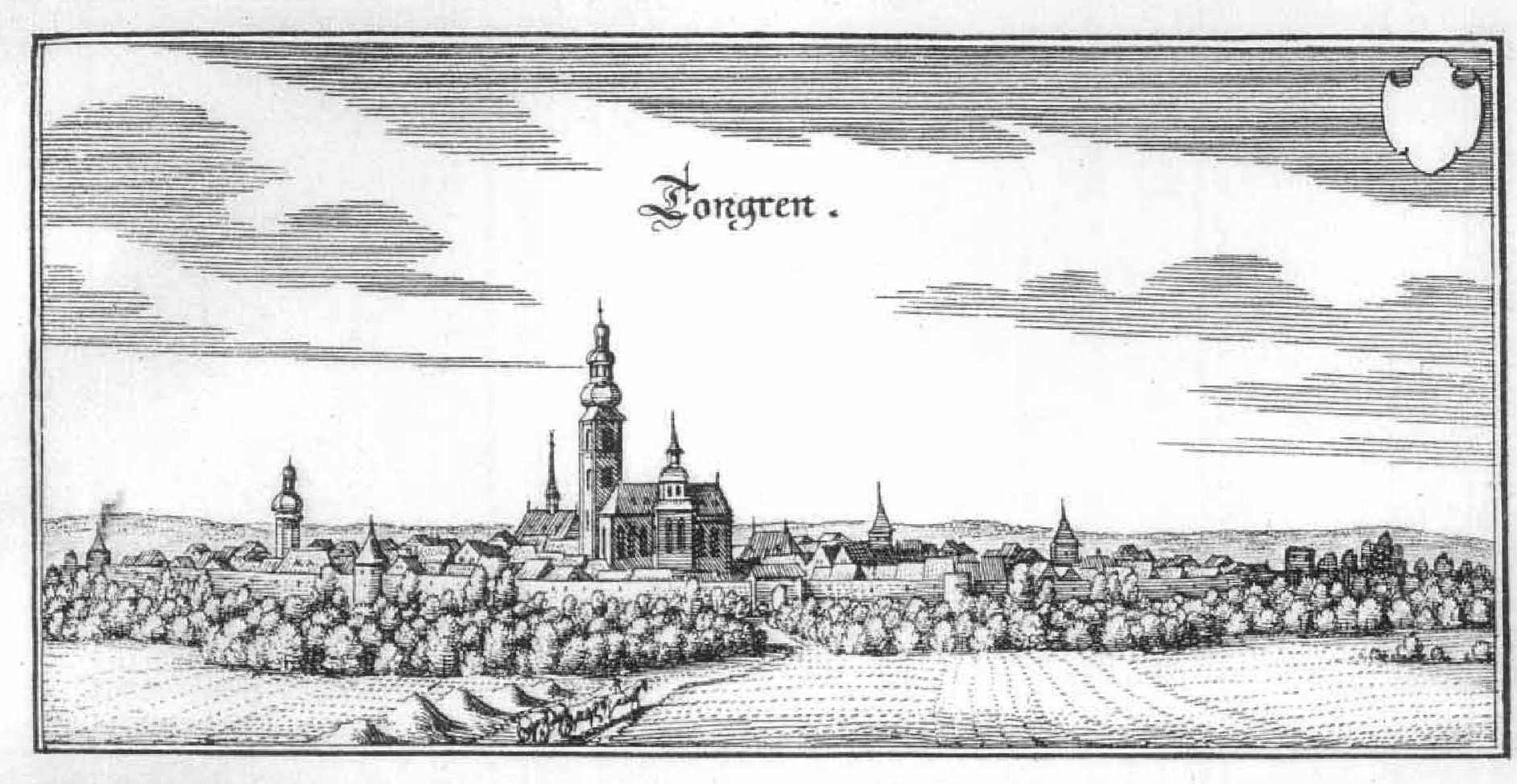
Tongeren in de Topographia Westphalia

Het prinsbisdom Luik had in de vorige eeuwen weinig last ondervonden van vreemde legers, maar in de 15e eeuw kwam ze terecht in een reeks van burgeroorlogen en invallen. Zo hadden de hertogen van Bourgondië, het graafschap Vlaanderen en het hertogdom Brabant ingelijfd en het prinsbisdom Luik was de volgende op hun lijstje. In de buurt van Tongeren werd er regelmatig slag geleverd, de stad werd meerdere keren ingenomen en geplunderd.
In de 16e eeuw blijft de stad strijdtoneel van oorlogen en doet een nieuwe vijand zijn intrede, de stad wordt getroffen door de pestepidemieën en hongersnood. Dit zorgt er echter wel voor dat op religieus vlak de stad een groei doormaakt, er worden vele nieuwe kloosters en gasthuizen gebouwd. Dankzij de contrareformatie in de 16e-17e eeuw keert de rust weer in Tongeren en kan de stad aan nieuwe heropleving beginnen. Als handelscentrum won de stad aan invloed en ook nieuwe religieuze instellingen vonden hun weg naar Tongeren. Nabij het augustijnenklooster werd een Latijnse school opgericht, ook de minderbroeders (1626), predikheren (1634), jezuïeten (1638), celestijnen (1640), bonnefanten (1644) en grauwzusters (1669) vestigden zich in de stad. Daarnaast kwam de Mariaverering ook meer en meer op gang.
In 1677 kende deze bloeiperiode echter een tragisch einde met de Grote Brand van Tongeren. De aanleiding hiervoor was de expansiepolitiek van de Franse Lodewijk XIV, in deze periode wou de Zonnekoning het jonge Holland van Willem III van Oranje innemen. Door tegenoffensieven van Holland, die gesteund werden door de Habsburgers, werd Frankrijk terug gedreven naar de Zuidelijke Nederlanden. Het Franse leger zag dit als een grote vernedering en koelde zijn woede op het nochtans neutrale prinsbisdom van Luik. Hierbij moesten vooral Dinant, Hoei, Luik en Tongeren het zwaar ontgelden. In de nacht van 28 op 29 augustus 1677 bereikte de woede van de Fransen een toppunt, de middeleeuwse omwalling werd opgeblazen en in de binnenstad werd er brand gesticht. 611 van de 835 huizen gingen in vlammen op. Enkel het Sint-Catharinabegijnhof bleef gespaard van de ramp, dankzij vrijbrieven die de begijnen hadden gekocht. De verwoeste vakwerkhuizen maakten plaats voor huizen opgetrokken in maasstijl.

## 18e – 19e eeuw

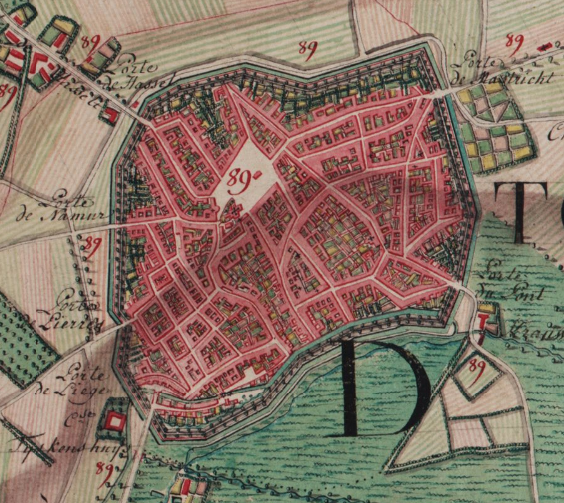
Tongeren op de Ferrariskaart

Ook in de 18e eeuw bleven verschillende legers Tongeren aanvallen. Tijdens de Spaanse (1701-1714) en Oostenrijkse successieoorlogen (1740-1748) werd er desondanks weinig schade aangericht en bleef men werken aan de heropbouw van de stad. Tussen 1725 en 1735 werden de herstellingen aan de omwalling uitgevoerd en in 1737 begon de bouw van het stadhuis. De tweede helft van 18e eeuw verliep voor de stad vredig en er werden grote infrastructuurwerken uitgevoerd. Straten werden geplaveid, waterpompen werden geplaatst, pleinen werden heraangelegd en steenwegen werden aangelegd. Ook de private woningen veranderden van uitzicht de woonhuizen in maasstijl maakten plaats voor het classicisme.
Het einde van de 18e eeuw bracht grote veranderingen met zich mee voor Tongeren. De Nederlanden werden ingelijfd door Frankrijk, vooral de religie ondervond hier veel schade door; kerken en kloosters werden gesloten en erediensten werden verboden. De nieuwe administratieve indeling zorgde ook voor een grote verandering, als onderdeel van het departement Nedermaas zal Tongeren voor het eerst in 1000 jaar niet meer verbonden zijn met Luik. In 1815 wordt Tongeren onderdeel van het Koninkrijk der Nederlanden en in 1830 wordt Tongeren uiteindelijk een Belgische stad.
Bij de splitsing van Limburg in 1839 werd Tongeren de hoofdplaats van een gerechtelijk en bestuurlijk arrondissement. Tongeren was vanaf dan een regionaal centrum met slechts in beperkte mate industrie. Vooral drukkerijen maakten een grote opmars in Tongeren, op provinciaal niveau speelde de stad zelfs een voortrekkersrol. Zo werd in 1831 'Le Messager de Tongres' uitgegeven, een van de oudste Limburgse kranten. In 1844 werd in Tongeren onder de titel 'Limburgsch Nieuws- en Aenkondigings-Blad' voor het eerst een Nederlandstalige krant uitgegeven in de provincie Limburg. De daaropvolgende decennia werden verschillende dag- en weekbladen uitgegeven; 'De Limburger' (1847-1849, 1891-1914), 'De Postryder der Provincie Limburg' (1854-1939), 'Gazette Catholique' (1871-1873), 'De Tongenaer' (1873-1876), 'Het Algemeen Belang der Provincie Limburg' (1879-1914), 'Gazette de Tongres' (1898-1911), 'De Volkswil' (1925-1961)...
Net als het einde van de 18de eeuw bracht ook het einde van de 19de eeuw grote veranderingen met zich mee, met name op religieus vlak. Voor Tongeren onder Frans bewind kwam te staan, kende de stad al een eeuwenlange traditie van Mariaverering. Op 11 juli 1790 vond de laatste reliekentoning voor de Franse Revolutie plaats, in de periode die daarop volgde werden verschillende decreten ingevoerd om de religie aan banden te leggen, geestelijken werden verplicht de eed van trouw aan de republiek af te leggen. Precies één eeuw later werd de traditie van het tonen van de relieken hernomen, op 31 augustus 1890 trok de processie weer door de straten, sindsdien worden om de zeven jaar - met uitzondering van 1918 - de Kroningsfeesten gehouden ter van Onze-Lieve-Vrouw Oorzaak onzer Blijdschap.

## 20e eeuw
De industriële revolutie van Luik in de 19e eeuw zorgde voor veel werkgelegenheid in de streek, vele inwoners van Tongeren pendelden dagelijks naar hun werk in het Luikse via de spoorlijn die in 1863 werd aangelegd. Dit had tot gevolg dat aan het begin van de 20e eeuw de Tongerse industrie beperkt bleef tot enkele zagerijen, drukkerijen, schoenfabrieken (bijvoorbeeld schoenfabriek Ambiorix) en andere kleine werkplaatsen. Omstreeks 1900 was het netwerk van buurtspoorwegen voltooid, de toegenomen mobiliteit zorgde voor een heropleving van de stad. Vooral de burgerij plukten de vruchten van deze heropleving en ze toonden hun verworven welstand door het optrekken van prachtige herenhuizen in art deco en art nouveau.
In 1914 brak de Eerste Wereldoorlog uit en op 9 augustus 1914 werd de stad officieel bezet door de Duitse troepen. De gevolgen van deze oorlog blijven echter beperkt tot materiële schade aan een tiental huizen en twaalf burgerslachtoffers. Na de wapenstilstand van 11 november 1918 trokken de Duitsers zich terug uit België. Op 24 november 1918 trokken Belgische troepen Tongeren weer binnen.
Het interbellum was voor de stad een rustige en bloeiende periode, het verenigingsleven nam een hoge vlucht met de oprichting van verschillende sportclubs, harmonieën, fanfares, cultuurverenigingen... Ook op religieus vlak ging het Tongeren voor de wind, dankzij een eeuwenlange geschiedenis als bedevaartsoord werd de Onze-Lieve-Vrouwekerk op 20 februari 1931 door paus Pius XI bekroond met de eretitel basiliek. De jaren 30 werden eveneens gekenmerkt door een groeiende interesse in het Romeinse verleden van de stad, zo werden in 1930 op het Vrijthof de grondvesten blootgelegd van een verdedigingstoren van de tweede Romeinse omwalling. In de daaropvolgende jaren slaagde men er in het Romeinse stratenplan grotendeels te reconstrueren, men stootte eveneens op funderingen van de eerste Romeinse omwalling en talloze voorwerpen werden bovengehaald.
Bij het begin van de Tweede Wereldoorlog werden verschillende Belgische en Nederlandse steden gebombardeerd, zo ook Tongeren. Op 10 mei 1940 werden het station en de omliggende wijken platgebombardeerd door Duitse vliegtuigen en werd er met scherp geschoten op een volle pendeltrein naar Luik. Op 7 september 1944 bliezen de Duitsers de bruggen over de Jeker aan de Moerenpoort en Luikerpoort op en verlieten de stad, op 8 september 1944 bereikten de geallieerden de stad en was Tongeren bevrijd. In de naweeën van de Tweede Wereldoorlog vielen in december 1944 nog enkele V-bommen rond Tongeren, op 13 december 1944 werden hierbij de wijken Nieuw-Tongeren en Broek getroffen.
Vanaf de tweede helft van 20e eeuw begon men met de uitbouw van Tongeren als handelscentrum, verzorgingscentrum en toeristische trekpleister.
Net als zovele Belgische gemeenten was ook Tongeren betrokken bij de verschillende fusiegolven in de jaren 70. Voor de eerste fusie telde Tongeren 17.840 inwoners op een oppervlakte van 13,19 km². Na de aanhechting van Berg, Henis, Koninksem, Neerrepen en Riksingen telde de gemeente 20.480 inwoners op een oppervlakte van 33,67 km². In 1977 werden uiteindelijk de overige deelgemeenten aangehecht en kreeg de gemeente haar huidige vorm.